# إي إف إس جروب
إي إف إس جروب (بالإنجليزية: EFS Group) لخدمات إدارة المرافق هي شركة متخصصة في إدارة المرافق، يقع مقرها في مدينة دبي، الإمارات العربية المتحدة. وتُعد من أبرز الشركات في قطاع إدارة المرافق على مستوى منطقة الشرق الأوسط وشمال أفريقيا، وتقدم خدماتها في أكثر من 21 دولة تشمل الشرق الأوسط، أفريقيا، آسيا، وتركيا. تدير المجموعة أكثر من 52 مليون متر مربع من المساحات، وتشمل محفظة مشاريعها منشآت سكنية، تجارية، صناعية، وتعليمية، بالإضافة إلى منشآت البنية التحتية والمشاريع الحكومية الكبرى.

## مسيرتها
تأسست مجموعة إي إف إس لخدمات إدارة المرافق عام 2006 في دبي، الإمارات العربية المتحدة. وفي عام 2009، تولّى طارق شوهان منصب الرئيس التنفيذي للمجموعة، وهو ما شكّل نقطة تحول استراتيجية ساهمت في تسريع النمو وتحقيق محفظة عقود تجاوزت قيمتها 4.2 مليار درهم إماراتي.
شهد عام 2011 انطلاقة الشركة نحو التوسع الإقليمي، حيث دخلت السوق المصرية وشمال أفريقيا مع تطبيق منصة "أوراكل" لأنظمة تخطيط الموارد المؤسسية. وفي عام 2012، استحوذت إي إف إس على شركة "دالكيا الهند"، مما مكنها من التوسع إلى 65 مدينة في الهند. كما تم خلال نفس العام إطلاق عمليات الشركة في لبنان.
واصلت الشركة توسعها في عام 2014 لتشمل نيجيريا والمغرب وتونس، ثم دخلت أسواق تركيا وسريلانكا في عام 2015. وخلال هذه الفترة، تجاوزت قيمة محفظة العقود 3 مليارات درهم. في عام 2016، حصلت إي إف إس على عقد لإدارة مرافق شركة "شلمبرجير" في كل من الإمارات والبحرين، كما أطلقت "فيرست ريزورت" لخدمات الضيافة المتكاملة.

## الشراكات البارزة
- في 2020: وقعت اتفاقية مع "تسيبو مصر" لتشكيل تحالف في قطاع إدارة الخدمات المتكاملة[19]

- في عام 2019، حصلت على عقد إدارة مرافق لمعرض "إكسبو 2020 دبي"، وهو من أكبر العقود التي حصلت عليها الشركة حتى ذلك الحين.[20]

- كما شاركت في مبادرة "دوامي" التابعة لمؤسسة الإمارات، لدعم التوظيف الوطني.[21]

- في 2019 حصلت على عقد لتصبح بموجبه الوكيل الإداري لصالح شركة تطوير للمباني (تي بي سي)[22]

- في عام 2018، وقّعت عقدًا مع شركة الاتحاد للطيران لتوفير خدمات إدارة المرافق المتكاملة لمنشآتها في الإمارات.[23]

- في عام 2016، حصلت الشركة على عقد شامل لإدارة المرافق (TFM) مع شركة "شلمبرجير" العاملة في خدمات الحقول النفطية في الإمارات والبحرين.[15]

## المبادرات المجتمعية
تولي مجموعة إي إف إس لخدمات المرافق اهتمامًا بالغًا بالمسؤولية المجتمعية، وتحرص على المساهمة الفعالة في دعم المجتمعات التي تعمل ضمنها. ومن أبرز مبادراتها:
- مبادرة "دوامي": بالتعاون مع مؤسسة الإمارات، تهدف إلى دعم التوظيف الوطني عبر توفير فرص عمل مرنة للمواطنين الإماراتيين، خصوصًا الفئات غير القادرة على العمل بدوام كامل، مثل الأمهات وذوي الهمم.
- رفاه العمال: أطلقت إي إف إس برامج شاملة لتحسين بيئة العمل وظروف معيشة موظفيها، شملت تحسين مساكن العمال، وتوفير مرافق ترفيهية وتعليمية، إلى جانب حملات التوعية بالصحة والسلامة وقد حازت الشركة العديد من الجوائز بفضل إسهامها في ذلك.
- برنامج التعليم المهني: أطلقت الشركة مبادرة لتدريب الشباب على مهارات إدارة المرافق والصيانة الفنية، وذلك لتمكينهم من دخول سوق العمل عبر برامج تدريبية معتمدة وشهادات مهنية.
- في 2021، أطلقت (EFS)منصة التعلم المصغر المتنقلة (Talim) بالتعاون مع (MobieTrain) لتقديم التدريب لعدد أكبر من الأشخاص دون أي تكاليف لوجستية إضافية.
- حملة تبرع بالدم نظمتها مجموعة "إي. أف. أس" لخدمات إدارة المرافق في مقرها بمجمع دبي للاستثمار، بالتعاون مع هيئة الصحة بدبي. شهدت الحملة مشاركة 78 موظفًا، في إطار جهود الشركة لتعزيز المسؤولية المجتمعية ورد الجميل للمجتمع.
- إطلاق مبادرة "Abhaar" لرفاهية العمالة المهاجرة غير الماهرة ضمن برامج المسؤولية المجتمعية لمجموعة EFS

## الجوائز والتكريمات
حققت مجموعة إي إف إس معايير ريادية في التميز المؤسسي، وحظيت بتقدير العديد من الهيئات الحكومية والمنظمات الدولية. ومع كل إنجاز جديد، تواصل الشركة رفع سقف الطموح نحو التميز والجودة المستدامة:
- 2024 - إي إف إس آي إم لإدارة المرافق - ضمن قائمة "أفضل 10 شركات تحقق السعادة في بيئة العمل" في قمة مستقبل تكنولوجيا المعلومات بالسعودية.[29]

- 2023 - شركة إدارة المرافق المتكاملة (IFM) للعام  - جوائز إدارة المرافق والنفايات والتنظيف في السعودية.[30] - إي إف إس - ضمن قائمة "100 جهة مستدامة في الشرق الأوسط" من مجلة فوربس الشرق الأوسط.[31][32] - جائزة القيادة البشرية في القطاع الخاص - جوائز الموارد البشرية لحكومات دول الخليج.[32][33]

- 2022 - تكريم من غرفة تجارة دبي - تقديرًا لممارسات المسؤولية المجتمعية المؤسسية في بيئة العمل.[34][35]

- 2021 - جائزة الابتكار والتكنولوجيا في إدارة المرافق من BNC Publishing.[36][37]

- 2020 - جائزة أفضل ممارسات رفاه العمال في القطاع - جوائز تقدير (Taqdeer Awards).[38][39][40]

- 2018 - جائزة "أفضل شركة لإدارة المرافق في العام" – جوائز الابتكار في قطاع الإنشاءات[41]